# Ruta Nacional A002
Die Ruta Nacional A002 (kurz RN A002) ist eine 15 km lange Autobahn im Großraum Buenos Aires der Provinz Buenos Aires in Argentinien. Sie führt von dem Autobahnkreuz mit der Ruta Nacional A001 bis zum Flughafen Buenos Aires-Ezeiza im Süden der Stadt. Auf ihrer kompletten Strecke ist sie als Autobahn ausgebaut.

## Geschichte
Sie wurde in den 1940er Jahren im Stadtteil Flores von der Plaza de los Virreyes ab der Kreuzung mit der heutigen Avenida Lafuente und der Avenida Eva Perón bis zum Internationalen Flughafen Buenos Aires-Ezeiza gebaut und verfügt über drei Fahrspuren pro Seite. Innerhalb der Stadt Buenos Aires wird die Autobahn als Avenida Teniente General Luis J. Dellepiane bezeichnet. Der Abschnitt zwischen der Avenida General Paz und dem Flughafen Ezeiza wurde 1948 eingeweiht. Dies war die erste Autobahn, die im Land gebaut wurde, da die Avenida General Paz, die zwischen 1937 und 1941 gebaut wurde, mehrere Bahnübergänge hatte, die durch Kreisverkehre verlängert wurden. Die Brücke No. 12 über den Camino de Cintura war am 20. Juni 1973 Schauplatz der Konfrontation zwischen linken und rechten Strömungen der peronistischen Partei vor der Rückkehr von Juan Domingo Perón nach Argentinien. Im Umfeld dieser Brücke wurde das sogenannte Ezeiza-Massaker entfesselt.

## Einzelnachweise

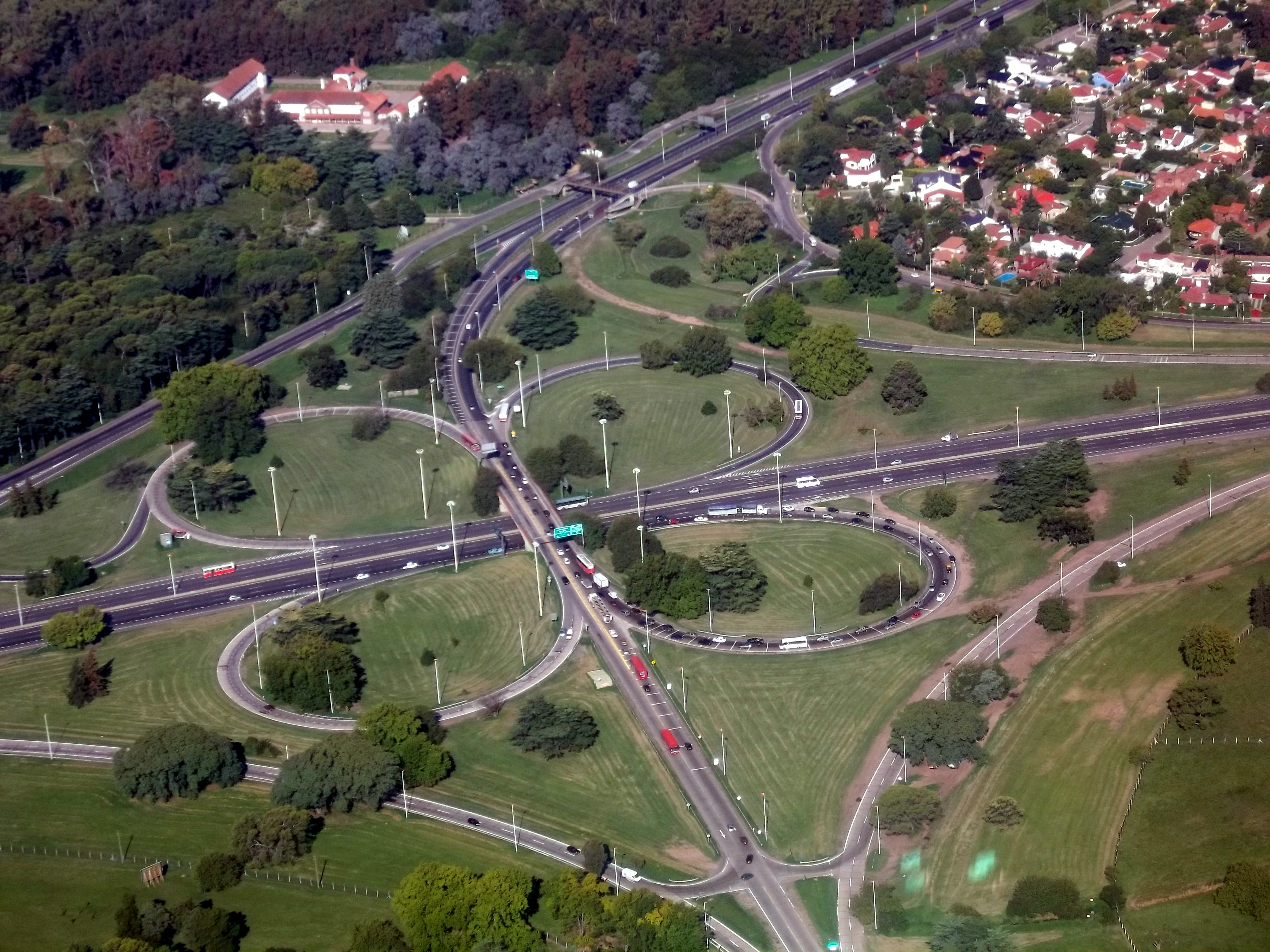
Autobahnkreuz der Autopista Ricchieri und Ruta 205, Schauplatz des Massakers von Ezeiza.